# Maremma

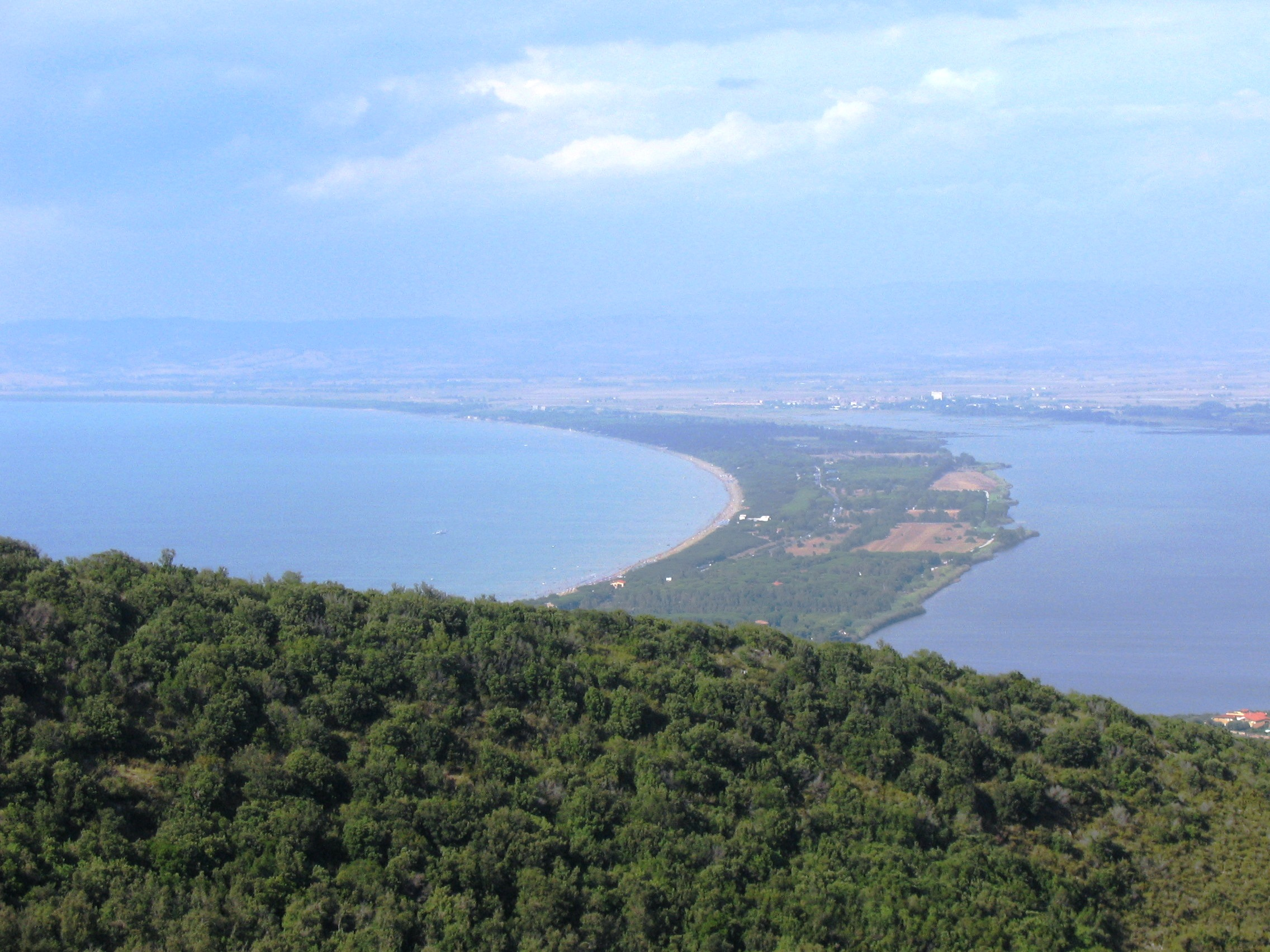
Die Küste der Maremma

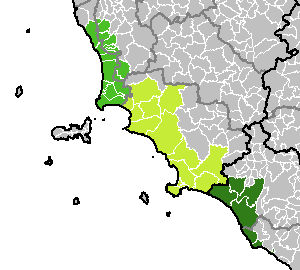
Übersichtskarte

Die Maremma bezeichnet im Italienischen allgemein sumpfiges Küstenland. Verengt ist der Begriff auf die Landschaft in Mittelitalien (eingedeutscht auch: die Maremmen, pl.), zu der nach einem heute üblichen Pars-pro-toto-Verständnis die gesamte südliche Toskana und Teile des nördlichen Latiums gehören. Im engeren Sinne umfasst die Maremma aber nur den flachen, von den Hügelketten der Monti dell’Uccellina unterbrochenen Küstenstreifen zwischen dem Golf von Follonica, den Flussläufen der Bruna und des Ombrone sowie der Lagune von Orbetello am Monte Argentario, ursprünglich eine zusammenhängende, mit dem Tyrrhenischen Meer verbundene Sumpflandschaft, die in römischer Zeit Maritima Regio hieß.
Hieraus ist der mit dem spanischen Begriff marisma ‚sumpfiges Küstenland‘ verwandte Name der Landschaft entstanden. In der Maremma gelegene Orte führen daher häufig den Beinamen Marittima zum Ortsnamen, auch wenn sie gar nicht am Meer liegen.
Besondere geschichtliche Bedeutung hat der Ort Talamone südlich des heutigen Naturparkes Uccellina; Talamone war in der Renaissance der Hafen der freien Stadt Siena.

## Entstehung der Landschaft

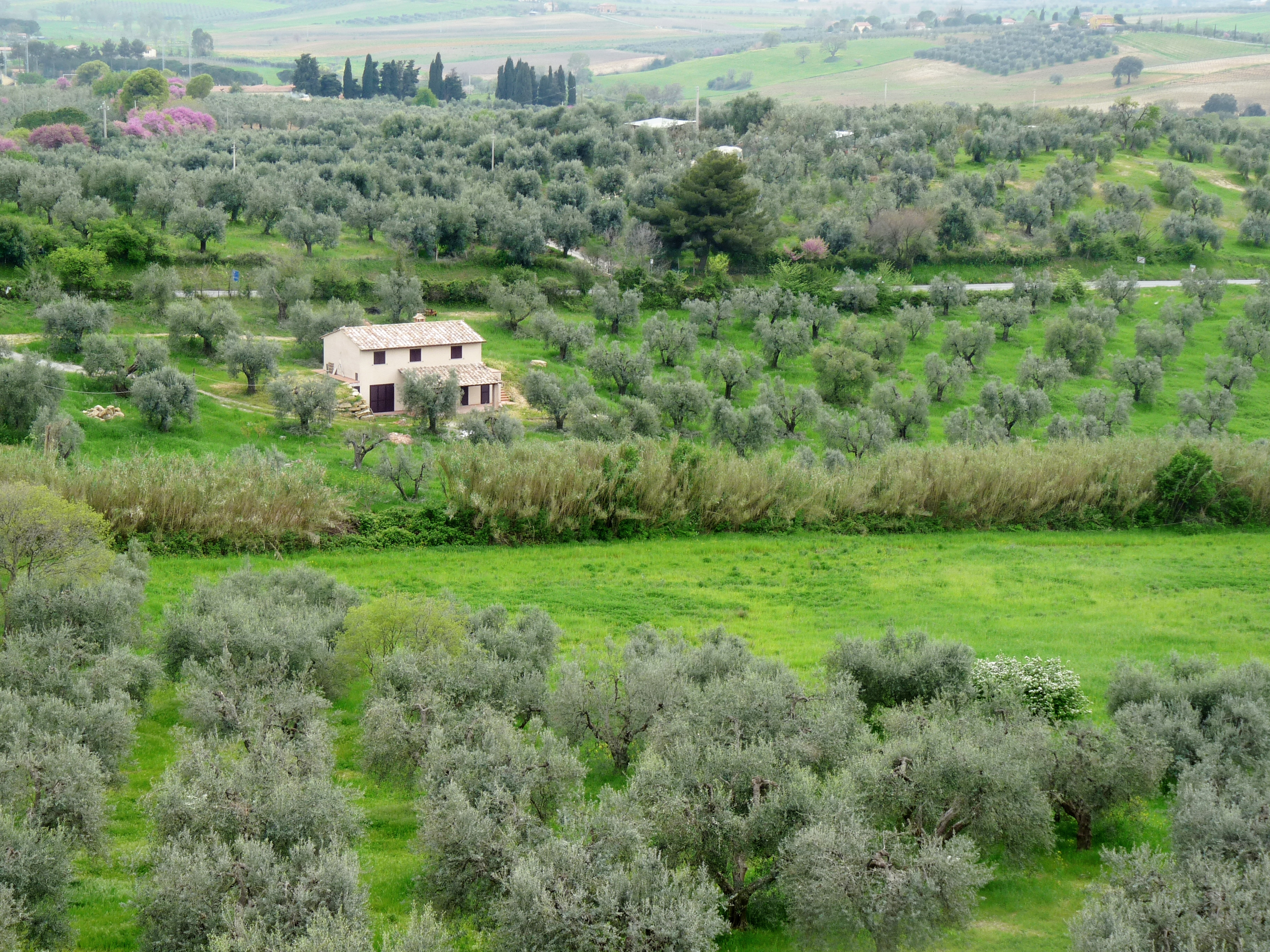
Maremma

In der flachen Landschaft bringen die Flüsse im Winter mehr Wasser, als ins Meer abfließen kann, aus den Bergen mit. So entstehen zwischen den Flussläufen ausgedehnte flache Binnenseen, die auch im Sommer nicht austrocknen. Zwischen den Gewässern häuft der Wind Sanddünen auf, durchsetzt mit großen Massen von Schutt, Felsbrocken und abgebrochenen Ästen, die die Flüsse vor sich hertragen. Das Salzwasser des Meeres und das Süßwasser der Flussläufe mischen sich so zu einer einzigartigen Sumpflandschaft.
Wie aus römischen Quellen bekannt, war den Etruskern, die auf Hügeln im heutigen Hinterland siedelten (Populonia, Vetulonia, Roselle), eine teilweise Trockenlegung der Bucht durch Anlage eines Kanalsystems, das ihre Siedlungen mit dem Meer verband, gelungen. Doch schon zu Zeiten der Römer bekamen die Naturgewalten wieder die Oberhand, und seit der Spätantike war das Land sich selbst überlassen. Einige Städte, die in der Römerzeit prosperierten, gingen völlig zu Grunde.
Seit dem Mittelalter war die Malaria in den Sümpfen bekannt. Weder Pisa noch Siena zeigten Interesse an dem Gebiet außer als Hafenstützpunkte zu strategischen Zwecken.

## Das Rekultivierungs- und Entwässerungsprogramm (la bonifica)
Erst im 18. und 19. Jahrhundert initiierten die Großherzöge der Toskana aus dem Hause Habsburg-Lothringen ein flächendeckendes Rekultivierungs- und Entwässerungsprogramm für das Land. Ferdinand III. brachte als Erster die Idee ein, konnte sie jedoch nicht mehr umsetzen, da er selbst an der Malaria verstarb.
Sein Sohn, Großherzog Leopold II., hatte seit 1804 mit seinem Berater, dem Grafen Fossombroni, Pläne zur Anlage eines Kanalsystems zur Ableitung der sedimentreichen Flusswasser und Rückführung des gereinigten Wassers konzipiert. Ferner sollte die Anpflanzung eines Piniengürtels Entwässerung bringen. Vorausgegangen waren erfolgreich abgeschlossene Entwässerungsprojekte am Fluss Cecina. Am 27. April 1828 wurde das Projekt genehmigt, und die Arbeiten begannen Ende 1829 mit 5000 Arbeitskräften aus allen Teilen der Toskana, anderen italienischen Nachbarstaaten und dem Ausland unter der Aufsicht von Ingenieur Alessandro Manetti, der unmittelbar dem Großherzog unterstand. 1830 war der Entwässerungskanal fertiggestellt.
Eine endgültige Trockenlegung der Sümpfe und Ausrottung der Malaria war damit noch nicht erzielt. Ab dem späten 19. Jahrhundert und verstärkt in den 1930er-Jahren wurde die Maremma erneut drainiert.

## Die Maremma heute
Heute dominieren die Landwirtschaft und der Tourismus. Bekannte italienische Weingüter haben sich Anbauflächen gesichert und produzieren qualitativ hochwertige Weine (siehe auch die Artikel Sassicaia und Weinbau in Italien). Die größte Stadt der Maremma ist Grosseto.
In den letzten Jahren setzt der Tourismusverband sehr stark auf den so genannten sanften Tourismus, so werden keine großen Hotelbauten mit Eingriffen in die Landschaft gefördert. Typische Angebote sind Ferienwohnungen, Camping oder Agrotourismus (Ferien auf dem Bauernhof; auch hat sich die italienische Schreibweise Agriturismo in Deutschland eingebürgert); hier gibt es vom einfachen Podere (ehemaliges Bauernhaus) bis zur Fattoria (Gutshaus) Angebote. Der seit 1975 bestehende Parco Naturale della Maremma hat einen Teil der durch die bonifica rekultivierten Landschaft bewusst der Natur zurückgegeben. Diese kontrolliert die den Pflanzen und Tieren überlassene Wildnis, die mit Einschränkungen auch dem Menschen zugänglich ist, unterscheidet sich aber deutlich von dem unkontrollierten, durch die Malaria beherrschten Urzustand der Vergangenheit.

### Die Maremma-Kühe und die Butteri
In der Maremma spielen das Maremmaner Rind und die Butteri, die traditionellen italienischen Viehhirten, eine zentrale Rolle in der lokalen Kultur und Landwirtschaft. Die Maremma-Kühe, bekannt für ihre langen Hörner und robuste Konstitution, weiden in den weitläufigen Ebenen der Maremma. Diese halbwilden Rinder werden von den Butteri gehütet, deren Traditionen bis in die Antike zurückreichen. Die Butteri sind für ihre außergewöhnlichen Reitfähigkeiten und ihr tiefes Verständnis für die Viehzucht bekannt. Ein historisches Ereignis, das die Fertigkeiten der Butteri hervorhebt, ist ihr Sieg in einem freundschaftlichen Wettbewerb gegen Buffalo Bill und seine Cowboys im Jahr 1890, welcher die überlegenen Fähigkeiten der Butteri im Umgang mit dem Vieh demonstrierte.

## Literarische Rezeption
Dante erwähnt den Fluch der Maremma in seiner Divina Commedia Canto V. 133–136, hier V. 134 des Purgatorio. Im Klagelied der verlassenen Gräfin Pia von Tolomei aus Siena heißt es:
Siena mi fé, disfecemi Maremma
es schuf mich Siena, es zerbrach mich die Maremma
Das toskanische Volkslied Maremma amara erzählt von der „bitteren Maremma“, die zu verdammen sei, weil sie dem Ich-Erzähler die Liebste nahm:
Tutti mi dicon Maremma, Maremma…

Ma a me mi pare una Maremma amara

L'uccello che ci va perde la penna

Io c'ho perduto una persona cara.

Sia maledetta Maremma Maremma

sia maledetta Maremma e chi l'ama.

Sempre mi piange il cor quando ci vai

Perché ho timore che non torni mai.
Alle sagen mir: Maremma, Maremma…

Aber für mich ist es eine bittere Maremma

Der Vogel, der dorthin fliegt, verliert seine Federn

Ich habe jemanden verloren, der mir lieb ist.

Verflucht sei Maremma Maremma

Verflucht sei die Maremma und wer sie liebt.

Immer weint mein Herz, wenn du dorthin gehst

weil ich fürchte, dass du nie zurückkehrst.
In seinem Gedicht Staatsbibliothek aus dem Jahre 1925 vergleicht Gottfried Benn die Staatsbibliothek zu Berlin – Symbol kultureller Überlieferung – unter anderem mit der Maremma:
Staatsbibliothek, Kaschemme,

Resultatverlies,

Satzbordell, Maremme,

Fieberparadies

[…]
In Antonio Tabucchis "Piazza d’Italia" verschwindet Quirino nach einer Gotteslästerung als verstummter Schäfer in den Maremmen (München 2000, S. 68f.).